# Systropus limacodidarum
Systropus limacodidarum är en tvåvingeart som beskrevs av Günther Enderlein 1926. Systropus limacodidarum ingår i släktet Systropus och familjen svävflugor.
Artens utbredningsområde är Madagaskar. Inga underarter finns listade i Catalogue of Life.